# BF1 TV
Pour les articles homonymes, voir BF1 (homonymie).
 (août 2022).
La mise en forme du texte ne suit pas les recommandations de Wikipédia : il faut le « wikifier ».
Les points d'amélioration suivants sont les cas les plus fréquents :
- Les titres sont pré-formatés par le logiciel. Ils ne sont ni en capitales, ni en gras.
- Le texte ne doit pas être écrit en capitales (les noms de famille non plus), ni en gras, ni en italique, ni en « petit »…
- Le gras n'est utilisé que pour surligner le titre de l'article dans l'introduction, une seule fois.
- L'italique est rarement utilisé : mots en langue étrangère, titres d'œuvres, noms de bateaux, etc.
- Les citations ne sont pas en italique mais en corps de texte normal. Elles sont entourées par des guillemets français : « et ».
- Les listes à puces sont à éviter, des paragraphes rédigés étant largement préférés. Les tableaux sont à réserver à la présentation de données structurées (résultats, etc.).
- Les appels de note de bas de page (petits chiffres en exposant, introduits par l'outil «  Source ») sont à placer entre la fin de phrase et le point final[comme ça].
- Les liens internes (vers d'autres articles de Wikipédia) sont à choisir avec parcimonie. Créez des liens vers des articles approfondissant le sujet. Les termes génériques sans rapport avec le sujet sont à éviter, ainsi que les répétitions de liens vers un même terme.
- Les liens externes sont à placer uniquement dans une section « Liens externes », à la fin de l'article. Ces liens sont à choisir avec parcimonie suivant les règles définies. Si un lien sert de source à l'article, son insertion dans le texte est à faire par les notes de bas de page.
- La présentation des références doit suivre les conventions bibliographiques. Il est recommandé d'utiliser les modèles {{Ouvrage}}, {{Chapitre}}, {{Article}}, {{Lien web}} et/ou {{Bibliographie}}. Le mode d'édition visuel peut mettre en forme automatiquement les références.
- Insérer une infobox (cadre d'informations à droite) n'est pas obligatoire pour parachever la mise en page.

Pour une aide détaillée, merci de consulter Aide:Wikification.
Si vous pensez que ces points ont été résolus, vous pouvez retirer ce bandeau et améliorer la mise en forme d'un autre article.
BF1, est une chaîne de télévision privée généraliste et commerciale du Burkina Faso, pays de l’Afrique de l’Ouest. BF1 est l'abréviation de Burkina Faso 1er. La chaine appartient au groupe de presse Global Communication. Elle est classée première audience télé au Burkina Faso depuis 2019. 
La chaine est localement et mondialement accessible via satellite au canal 251 du bouquet Canal+, via la TNT et Internet.  

## Historique
BF1 touche les différents centres d’intérêt des burkinabè avec un accent particulier sur les contenus liés à l’éducation, l’économie, la politique et l’entrepreneuriat. La télévision se veut proche des populations et surtout des jeunes qui constituent sa principale cible,,,,,.

### Lancement
Créée en 2004 à Ouagadougou, BF1 a commencé officiellement la diffusion de ses programmes le mercredi 18 août 2010. Avec un logotype de couleur Jaune et Or et son ancien slogan "La télé qui ose ’’, BF1 était accessible via réseau hertzien au 575.25 sur 45 km de rayon autour du Kadiogo, une province qui regroupe sept villes à savoir : Ouagadougou, Tangin Dassouri , Komki-Ipala , Koubri, Saaba, Pabré et Komsilga,.

### Croissance
En 2013, avec 12,9 % de part d’audience, elle est officiellement reconnue comme la première chaine de télévision privée au Burkina par le Conseil Supérieur de la Communication (CSC) .
À partir de 2014 , plusieurs changements s’opèrent. La charte graphique passe du Jaune et Or au Rouge - Blanc avec un changement de logo. Le slogan devient ‘’ La chaine au cœur de nos défis ‘’. Sa couverture géographique s’élargie également en intégrant d’autres canaux de distribution notamment, Canal Plus, Nerwaya Multivision et DSK TV,.
En 2015, la chaine créée un siège à Bobo Dioulasso pilotée par une direction régionale la rendant également accessible via réseau hertzien sur 45 km autour de la province du Houet.
2017-2018, elle se positionne comme la première chaine de télévision privée burkinabè avec le plus grand taux d’audience cumulée,.
En 2019, elle est classée première audience télé avec 18,1% de part d’audience et maintient sa position jusqu’en 2021 selon la structure d’audimétrie Afrikascope,. 
En 2021, une étude diligentée par l’institut nationale de la statistique et de la démographie positionne la télévision bf1 première audience dans les centres urbains.

## Logos

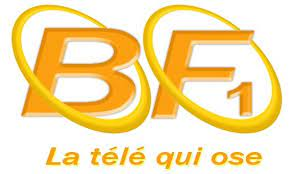
Ancien logo de BF1 de 2004 à 2013
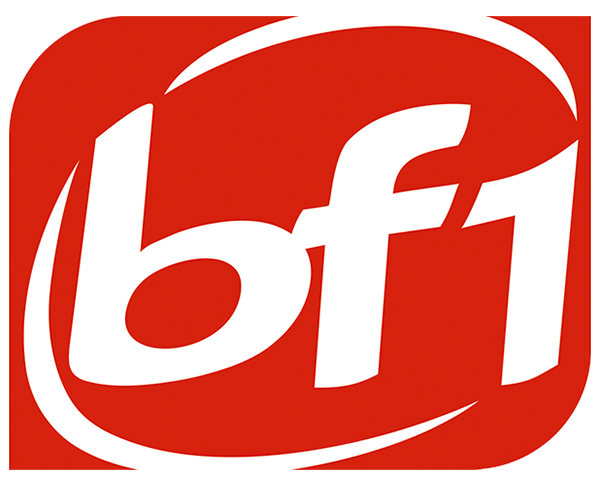
Actuel logo de BF1 depuis 2014

## Organisation

### Directeur général
- Depuis 2013 : Issoufou Saré[16]
- De 2010 à 2013 : Léopold Zimapi Kohoun[2].

### Rédacteur en chef
- Depuis 2013 : Aïssata Sankara[17],[18].

## Siège

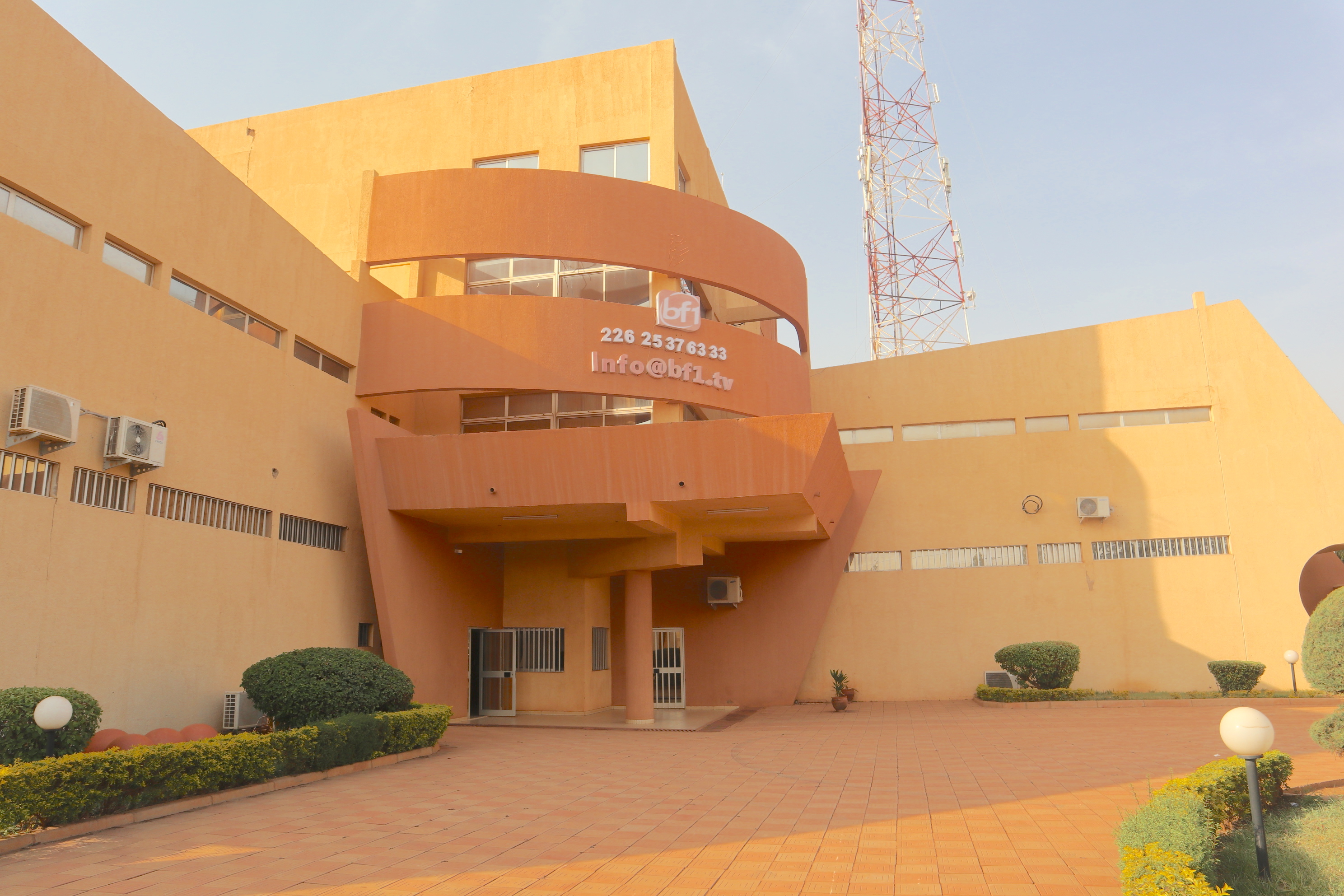
Immeuble de la télévision BF1 à Ouagadougou, quartier Ouaga 2000

Le siège de BF1 est situé au quartier Ouaga 2000, croisement Avenue Pascal Zagré, Boulevard Mouammar Kadhafi à Ouagadougou. Le média dispose aussi d'une représentation à Bobo Dioulasso quartier Accart-Ville, secteur 09.

## Programmes
BF1 diffuse trois sessions d'information au quotidien: Le journal de 13h , le journal de 19h30 et Kibaye Wakto, (journal en langue mooré) à 20h10. La chaine dispose de plusieurs programmes d'information et de divertissement. 
- Magazines Politiques: Ligne De Mire, Surface de Vérité, Presse Échos,Atelier de la République[3]
- Évènementiels: Pépites d’Entreprise, Marathon des Échangeurs, BF1 freestyle, Le Club des As, BF1 Muscl’Or, Étalon du Sable, BF1 décalé, BF1 Show Time[20]
- Magazines de divertissement : La Télé s’Amuz, Reem Wakato, Vivre ensemble.